# Megalastrum falcatum
Megalastrum falcatum är en träjonväxtart som beskrevs av A. Rojas. Megalastrum falcatum ingår i släktet Megalastrum och familjen Dryopteridaceae. Inga underarter finns listade.